# 주상초등학교 보해분교
주상초등학교 보해분교는 경상남도 거창군 주상면 보해길 284에 있었던 초등학교 분교이다.

## 연혁
- 1953.04.01 보해국민학교 독립 개교(주상국민학교 남산분교장에서 독립)
- 1971.03.01 8학급 편성 인가
- 1990.03.01 주상국민학교 보해분교장으로 격하
- 1996.03.01 주상초등학교 보해분교장
- 1999.03.01 주상초등학교로 통폐합